# Sacy-le-Petit
Sacy-le-Petit là một xã thuộc tỉnh Oise trong vùng Hauts-de-France phía bắc nước Pháp. Xã này nằm ở khu vực có độ cao trung bình 107 mét trên mực nước biển.